# Сунан ан-Насаи
Су́нан ан-Наса́и, ас-Сунан ас-Сугра́ или аль-Му́джтаба (араб. سنن النسائي, السنن الصغرى, المجتبة‎) — сборник хадисов за авторством Абу Абдуррахмана ан-Насаи. «Аль-Муджтаба» означает «отобранный, избранный», потому что хадисы содержащиеся в нём отобраны из другого сборника хадисов ан-Насаи — «ас-Сунан аль-Кубра». Сборник передаётся единственным путём от ученика ан-Насаи Ибн ас-Сунни, от учеников которого он и распространился.

## Описание книги
Сборник содержит 5758 хадисов, однако, если изъять повторяющиеся хадисы, их число уменьшиться вдвое, ибо одной из особенностей «Сунана» ан-Насаи является приведение одного и того же хадиса в нескольких разделах. Сунан ан-Насаи является самым крупным среди четырёх сунанов из числа «Шести книг» (Кутуб ас-Ситта). Сунан Абу Давуда содержит 5274 хадиса, Сунан Ибн Маджы 4341 хадиса, а сборник Абу Исы ат-Тирмизи 3956 хадиса, но при исключении повторяющихся хадисов Сунан ан-Насаи становится значительно меньше Сунана Абу Давуда.
Несмотря на то, что ан-Насаи предъявлял к хадисам более строгие требования, чем другие авторы Сунанов, его труд не получил такого внимания со стороны толкователей и комментаторов, как Сунаны Абу Давуда и ат-Тирмизи, которые содержит большее количество слабых и отвергаемых хадисов. Так же дело обстоит с переводами Сунана ан-Насаи, который, в отличие от Сахихов аль-Бухари и Муслима и Сунанов Абу Давуда и ат-Тирмизи, никогда не издавался в полном переводе на русский язык.